# Etiopia ai Giochi della XXXII Olimpiade
L'Etiopia ha partecipato ai Giochi della XXXII Olimpiade, che si sono svolti a Tokyo, Giappone, dal 23 luglio al 8 agosto 2021 (inizialmente previsti dal 24 luglio al 9 agosto 2020 ma posticipati per la pandemia di COVID-19) con 38 atleti in 4 discipline.

## Medaglie

### Medagliere per disciplina
| Sport            | Oro | Argento | Bronzo | Totale |
| ---------------- | --- | ------- | ------ | ------ |
| Atletica leggera | 1   | 1       | 2      | 4      |
| Totale           | 1   | 1       | 2      | 4      |

### Medaglie d'oro
| Medaglia | Nome           | Sport            | Evento                     |
| -------- | -------------- | ---------------- | -------------------------- |
| Oro      | Selemon Barega | Atletica leggera | 10000 metri piani maschili |

### Medaglie d'argento
| Medaglia | Nome          | Sport            | Evento                    |
| -------- | ------------- | ---------------- | ------------------------- |
| Argento  | Lamecha Girma | Atletica leggera | 3000 metri siepi maschili |

### Medaglie di bronzo
| Medaglia | Nome             | Sport            | Evento                      |
| -------- | ---------------- | ---------------- | --------------------------- |
| Bronzo   | Gudaf Tsegay     | Atletica leggera | 5000 metri piani femminili  |
| Bronzo   | Letesenbet Gidey | Atletica leggera | 10000 metri piani femminili |

## Delegazione
| Sport            | Uomini | Donne | Totale |
| ---------------- | ------ | ----- | ------ |
| Atletica leggera | 16     | 19    | 35     |
| Ciclismo         | -      | 1     | 1      |
| Nuoto            | 1      | -     | 1      |
| Taekwondo        | 1      | -     | 1      |
| Totale           | 18     | 20    | 38     |

## Risultati

### Atletica leggera
Maschile
Eventi su pista e strada
| Atleta               | Evento       | Batteria  | Batteria  | Semifinale      | Semifinale      | Finale          | Finale          |
| Atleta               | Evento       | Risultato | Posizione | Risultato       | Posizione       | Risultato       | Posizione       |
| -------------------- | ------------ | --------- | --------- | --------------- | --------------- | --------------- | --------------- |
| Melese Nberet        | 800 m        | 1'47"80   | 7º        | Non qualificato | Non qualificato | Non qualificato | Non qualificato |
| Samuel Abate         | 1500 m       | 3'41"63   | 5º Q      | 3'37"66         | 11º             | Non qualificato | Non qualificato |
| Teddese Lemi         | 1500 m       | 3'36"26   | 2º Q      | 3'34"81         | 7º              | Non qualificato | Non qualificato |
| Samuel Tefera        | 1500 m       | 3'37"98   | 9º        | Non qualificato | Non qualificato | Non qualificato | Non qualificato |
| Nibret Melak         | 5000 m       | 13'45"81  | 14º       | N.D.            | N.D.            | Non qualificato | Non qualificato |
| Milkesa Mengesha     | 5000 m       | 13'31"13  | 6º Q      | N.D.            | N.D.            | Non qualificato | Non qualificato |
| Getnet Wale          | 5000 m       | 13'41"13  | 9º        | N.D.            | N.D.            | Non qualificato | Non qualificato |
| Berihu Aregawi       | 10000 m      | N.D.      | N.D.      | N.D.            | N.D.            | 27'46"16        | 4º              |
| Selemon Barega       | 10000 m      | N.D.      | N.D.      | N.D.            | N.D.            | 27'43"22        |                 |
| Yomif Kejelcha       | 10000 m      | N.D.      | N.D.      | N.D.            | N.D.            | 27'52"03        | 8º              |
| Lamecha Girma        | 3000 m siepi | 8'09"83   | 1º Q      | N.D.            | N.D.            | 8'10"38         |                 |
| Bikila Tadese Takele | 3000 m siepi | 8'24"69   | 9º        | N.D.            | N.D.            | Non qualificato | Non qualificato |
| Getnet Wale          | 3000 m siepi | 8'12"55   | 2º Q      | N.D.            | N.D.            | 8'14"97         | 4º              |
| Lelisa Desisa        | Maratona     | N.D.      | N.D.      | N.D.            | N.D.            | DNF             | DNF             |
| Shura Kitata         | Maratona     | N.D.      | N.D.      | N.D.            | N.D.            | DNF             | DNF             |
| Sisay Lemma          | Maratona     | N.D.      | N.D.      | N.D.            | N.D.            | DNF             | DNF             |

Femminile
Eventi su pista e strada
| Atleta             | Evento       | Batteria  | Batteria  | Semifinale      | Semifinale      | Finale          | Finale          |
| Atleta             | Evento       | Risultato | Posizione | Risultato       | Posizione       | Risultato       | Posizione       |
| ------------------ | ------------ | --------- | --------- | --------------- | --------------- | --------------- | --------------- |
| Habitam Alemu      | 800 m        | 2'01"20   | 2ª Q      | 1'58"40         | 2ª Q            | 1'57"56         | 6ª              |
| Netsanet Desta     | 800 m        | 2'01"98   | 4ª        | Non qualificata | Non qualificata | Non qualificata | Non qualificata |
| Freweyni Hailu     | 1500 m       | 4'04"12   | 5ª Q      | 3'57"54         | 2ª Q            | 3'57"60         | 4ª              |
| Lemlem Hailu       | 1500 m       | 4'05"49   | 5ª Q      | 4'03"76         | 9ª              | Non qualificata | Non qualificata |
| Diribe Welteji     | 1500 m       | 4'10"25   | 12ª       | Non qualificata | Non qualificata | Non qualificata | Non qualificata |
| Ejgayehu Taye      | 5000 m       | 14'48"52  | 4ª Q      | N.D.            | N.D.            | 14'41"24        | 5ª              |
| Senbere Teferi     | 5000 m       | 14'48"31  | 3ª Q      | N.D.            | N.D.            | 14'45"11        | 6ª              |
| Gudaf Tsegay       | 5000 m       | 14'55"74  | 1ª Q      | N.D.            | N.D.            | 14'38"87        |                 |
| Tsigie Gebreselama | 10000 m      | N.D.      | N.D.      | N.D.            | N.D.            | DNF             | DNF             |
| Tsehay Gemechu     | 10000 m      | N.D.      | N.D.      | N.D.            | N.D.            | DSQ             | DSQ             |
| Letesenbet Gidey   | 10000 m      | N.D.      | N.D.      | N.D.            | N.D.            | 30'01"72        |                 |
| Mekides Abebe      | 3000 m siepi | 9'23"95   | 3ª Q      | N.D.            | N.D.            | 9'06"16         | 4ª              |
| Lomi Muleta        | 3000 m siepi | 9'45"81   | 10ª       | N.D.            | N.D.            | Non qualificata | Non qualificata |
| Zerfe Wondemagegn  | 3000 m siepi | 9'20"01   | 4ª q      | N.D.            | N.D.            | 9'16"41         | 8ª              |
| Roza Dereje        | Maratona     | N.D.      | N.D.      | N.D.            | N.D.            | 2h28'38"        | 4ª              |
| Birhane Dibaba     | Maratona     | N.D.      | N.D.      | N.D.            | N.D.            | DNF             | DNF             |
| Zeineba Yimer      | Maratona     | N.D.      | N.D.      | N.D.            | N.D.            | DNF             | DNF             |
| Yehualeye Beletew  | Marcia 20 km | N.D.      | N.D.      | N.D.            | N.D.            | DNF             | DNF             |

### Ciclismo

#### Ciclismo su strada
| Atleta       | Evento                   | Tempo | Posizione |
| ------------ | ------------------------ | ----- | --------- |
| Chloé Dygert | Corsa in linea femminile | DNF   | DNF       |

### Nuoto
| Atleta            | Evento                     | Batterie | Batterie  | Semifinali      | Semifinali      | Finale          | Finale          |
| Atleta            | Evento                     | Tempo    | Posizione | Tempo           | Posizione       | Tempo           | Posizione       |
| ----------------- | -------------------------- | -------- | --------- | --------------- | --------------- | --------------- | --------------- |
| Abdelmalik Muktar | 50 m stile libero maschili | 26"65    | 62º       | Non qualificato | Non qualificato | Non qualificato | Non qualificato |

### Taekwondo
| Atleta        | Evento         | Qualificazioni       | Ottavi               | Quarti               | Semifinali           | Ripescaggio          | Finale / FB          | Pos.            |
| Atleta        | Evento         | Avversario Punteggio | Avversario Punteggio | Avversario Punteggio | Avversario Punteggio | Avversario Punteggio | Avversario Punteggio | Pos.            |
| ------------- | -------------- | -------------------- | -------------------- | -------------------- | -------------------- | -------------------- | -------------------- | --------------- |
| Solomon Demse | 58 kg maschile | Bye                  | Suzuki V 22–2        | Jendoubi P 9–32      | Non qualificato      | Artamonov P 5–27     | Non qualificato      | Non qualificato |